# Virginia De Martin Topranin
Virginia De Martin Topranin, née le 20 août 1987 à San Candido, est une fondeuse italienne.

## Carrière
Elle dispute le Festival olympique de la jeunesse européenne en 2005.
En équipe nationale depuis 2006, elle se classe notamment troisième du classement de la Coupe OPA en 2007, puis notamment cinquième sur le quinze kilomètres aux Championnats du monde des moins de 23 ans en 2008 à Malles Venosta.
Membre du G.S. Forestale, elle fait ses débuts en Coupe du monde en novembre 2010, puis a obtenu un podium en relais le mois suivant à La Clusaz (2e). Quelques semaines, elle marque ses premiers points pour le classement général sur le Tour de ski, dont elle se classe 24e. C'est en décembre 2012, qu'elle signe son premier top dix dans l'élite avec une huitième place au dix kilomètres classique de Canmore. Ensuite, elle honore sa deuxième sélection en championnat du monde à Val di Fiemme, où elle arrive 19e du skiathlon, 20e du trente kilomètres et huitième du relais.
En 2014, l'Italienne prend part aux Jeux olympiques de Sotchi, terminant 42e de sa seule course individuelle, le skiathlon et prenant part au relais.
Elle enregistre son meilleur classement dans la Coupe du monde en 2016, avec une 28e position au général et aussi son meilleur résultat sur une course avec une septième place au dix kilomètres classique avec départ en masse à Val di Fiemme sur le Tour de ski. Son dernier événement majeur a lieu aux Championnats du monde 2017 à Lahti. Sa carrière s'achève à l'issue de la saison 2018-2019.

## Palmarès

### Jeux olympiques d'hiver
| Épreuve / Édition | Sprint | Sprint                           | 10 km                            | 10 km     | Skiathlon 2 × 7,5 km | 30 km | Relais | Relais   |
| Épreuve / Édition | libre  | classique                        | libre                            | classique | Skiathlon 2 × 7,5 km | 30 km | Sprint | 4 × 5 km |
| JO 2014 Sotchi    | —      | Épreuve inexistante à cette date | Épreuve inexistante à cette date | —         | 42e                  | —     | —      |          |

Légende :
- : pas d'épreuve
- — : non disputée par De Martin Topranin

### Championnats du monde
| Épreuve / Édition           | Sprint                           | Sprint                           | 10 km                            | 10 km                            | Poursuite / Skiathlon 2 × 7,5 km | 30 km | Relais | Relais   |
| Épreuve / Édition           | libre                            | classique                        | libre                            | classique                        | Poursuite / Skiathlon 2 × 7,5 km | 30 km | Sprint | 4 × 5 km |
| Mondiaux 2011 Oslo          | —                                | Épreuve inexistante à cette date | Épreuve inexistante à cette date | 34e                              | 35e                              | —     | —      | —        |
| Mondiaux 2013 Val di Fiemme | Épreuve inexistante à cette date | —                                | —                                | Épreuve inexistante à cette date | 19e                              | 20e   |        | 8e       |
| Mondiaux 2015 Falun         | Épreuve inexistante à cette date | —                                | —                                | Épreuve inexistante à cette date | 24e                              | 24e   | —      | -        |
| Mondiaux 2017 Lahti         | —                                | Épreuve inexistante à cette date | Épreuve inexistante à cette date | 40e                              | 31e                              | —     | —      | —        |

Légende :
- : pas d'épreuve
- — : non disputée par De Martin Topranin

### Coupe du monde
- Meilleur classement général : 28e en 2016.
- Meilleur résultat individuel : 7e.
- 1 podium en relais : 1 troisième place.

#### Classements par saison
| Saison    | Classement général final | Classement distance | Classement sprint |
| 2010-2011 | 56e                      | 47e                 |                   |
| 2011-2012 | 48e                      | 37e                 |                   |
| 2012-2013 | 38e                      | 30e                 |                   |
| 2013-2014 | 98e                      | 85e                 | 64e               |
| 2014-2015 | 68e                      | 63e                 |                   |
| 2015-2016 | 28e                      | 26e                 |                   |
| 2016-2017 | 66e                      | 55e                 |                   |

### Championnats du monde de rollerski
- Val di Fiemme 2015 :
  -  Médaille de bronze sur 19 km libre.

### Universiades
- Erzurum 2011 :
  -  Médaille de bronze sur le cinq kilomètres.

### Coupe OPA
- 2e du classement général en 2010, 3e en 2007.
- 7 podiums.